# إدوارد رينولدز (سياسي أسترالي)
إدوارد رينولدز (بالإنجليزية: Edward Reynolds)‏ هو سياسي أسترالي، ولد في 16 أبريل 1892، وتوفي في 13 يوليو 1971. انتخب عضو الجمعية التشريعية فيكتوريا.